# Triplophysa longianguis
Triplophysa longianguis es una especie de peces de la familia Balitoridae en el orden de los Cypriniformes.

## Morfología
• Los machos pueden llegar alcanzar los 18,5 cm de longitud total.

## Distribución geográfica
Se encuentra en Qinghai (China ).

## Hábitat
Es un pez de agua dulce.